# Francisco Antonino Vidal
Francisco Antonino Vidal, né le 14 mai 1827 à San Carlos et mort le 7 février 1889 à Montevideo, est un médecin et un homme d'État uruguayen.
Il est le président de l’Uruguay du 15 mars 1880 au 1er mars 1882.

## Histoire et rôles politiques
Il est devenu actif dans la politique uruguayenne, en tant que membre du parti Colorado. Il est nommé ministre intérimaire du gouvernement en 1865, et devient ensuite membre du Sénat de l'Uruguay. Il a occupé le poste de président du Sénat de l'Uruguay en 1870 et 1879.

## Situation en tant que président de l'Uruguay
Il devient président de l'Uruguay en 1880, mais est contraint de démissionner en 1882 par Máximo Santos. Il redevient président en 1886, mais son mandat ne dure que quelques mois, jusqu'à ce que Santos reprenne le pouvoir.